# Emigrant a Austràlia, honrat i ben plantat, vol casar-se amb paisana immaculada
Emigrant a Austràlia, honrat i ben plantat, vol casar-se amb paisana immaculada  (títol original en italià: Bello, onesto, emigrato Australia sposerebbe compaesana illibata ) és una pel·lícula italiana dirigida per Luigi Zampa el 1972. Ha estat doblada al català.

## Argument
Un emigrant italià a Austràlia desitjaria casar-se amb una compatriota. Gràcies a l'ajuda d'un sacerdot, manté una relació epistolar amb Carmela, una antiga prostituta decidida a no revelar el seu passat. Per por de no agradar-li físicament, l'home li envia la foto d'un dels seus amics. La desil·lusió té el risc de ser important per a Carmela quan aquest arribarà a Austràlia…

## Repartiment
- Alberto Sordi: Amedeo Battipaglia
- Claudia Cardinale: Carmela
- Riccardo Garrone: Giuseppe Bartone
- Corrado Olmi: Don Anselmo
- Angelo Infanti
- Tana Cimarosa
- Mario Brega
- John Cobley
- Mara Carisi